# MAN Lion’s Star
MAN Lion’s Star — разнообразие туристических автобусов, выпускаемых компанией MAN с 1994 года.

## Первое поколение
Первое поколение Lion’s Star было представлено в 1994 году для замены автобуса MAN SR362. Автобус доступен в двух разных вариантах длины. Более длинная версия — трёхосная Star L.
В 1999 году автобус получил рестайлинг передней части.

### Модификации
MAN A03 Lion’s Star FRH402.
MAN A03 Lion’s Star FRH422.
MAN A03 Lion’s Star RH403.

## Второе поколение
Второе поколение Lion’s Star было представлено в 2003 году. Оно не повторяет дизайн своего предшественника, а является полностью новой моделью. Lion’s Star получил двигатель уровня Евро-3, достигнут максимальный уровень шумоизоляции, применена принципиально новая система поддержания климата в салоне и полностью переделано место водителя. Ещё одно принципиальное новшество, которое позаимствовано у фирмы Irizar — перемещение климатической установки из задней части крыши в переднюю. Это позволило снизить общую высоту автобуса и оптимизировать нагрузку по осям.

### Модификации
- MAN R02 Lion’s Star RHS414
- MAN R02 Lion’s Star RHS464
- MAN R03 Lion’s Top Star RHS414
- MAN R03 Lion’s Top Star RHS464